# The Player
The Player es una película estadounidense de 1992 dirigida por Robert Altman y protagonizada por Tim Robbins junto a una larga lista de reconocidos actores y cineastas estadounidenses.
Fue galardonada con importantes premios cinematográficos de Estados Unidos y Europa.

## Argumento
Sátira de Hollywood, narra cómo un productor cinematográfico recibe una serie de amenazas de muerte por un guionista, al que este en su día no contrató. Tim Robbins da vida a este productor, que habrá de luchar por mantener su puesto de trabajo y que deberá hacer todo lo posible para eludir la acción de la policía cuando se vea accidentalmente involucrado en la muerte de un guionista.

## Reparto
- Tim Robbins: Griffin Mill
- Greta Scacchi: June Gundmundsdottir
- Whoopi Goldberg: Inspector Susan Avery
- Fred Ward: Walter Stuckel
- Peter Gallagher: Larry Levy
- Brion James: Joel Levison
- Cynthia Stevenson: Bonnie Sherow
- Vincent D'Onofrio: David Kahane
- Dean Stockwell: Andy Civella
- Lyle Lovett: Detective DeLongpre
- Richard E. Grant: Tom Oakley
- Sydney Pollack: Dick Mellen
- Dina Merrill: Celia Beck
- Bruce Willis: Él mismo
- Cher: Ella misma
- Julia Roberts: Ella misma

## Premios de Estados Unidos
- Premio NYFCC 1992: al mejor director de fotografía., al mejor director y a la mejor película.
- Premio Globo de Oro 1993: a la mejor película – comedia, y al mejor actor (Tim Robbins).
- Premio WGA 1993: al mejor guion (Michael Tolkin)
- Premio Edgar 1993: a la mejor película (Michael Tolkin)
- Premio Independent Spirit 1993: a la mejor producción.
- Premio CFCA 1993: al mejor guion.
- Premio KCFCC 1993: a la mejor película.
- Premio SEFCA 1993: al mejor director y a la mejor película.
- Premio Literary 1993: al mejor guion (Michael Tolkin).

## Premios de Europa
- Premio BAFTA 1993: a la mejor dirección y al mejor guion adaptado.
- Premio Festival de cine de Cannes 1992: al mejor actor (Tim Robbins), y a la mejor dirección.
- Premio Nastro d'argento 1993: a la mejor película extranjera.
- Premio London Critics Circle Film 1993: al director del año, y al guionista del año.
- Premio Bodil 1993: a la mejor película no europea.

## Cameos
| - Steve Allen - Richard Anderson - René Auberjonois - Harry Belafonte - Shari Belafonte - Karen Black - Michael Bowen - Gary Busey - Robert Carradine - Charles Champlin - Cher | - James Coburn - Cathy Lee Crosby - John Cusack - Brad Davis - Paul Dooley - Peter Falk - Felicia Farr - Katarzyna Figura - Louise Fletcher - Dennis Franz | - Teri Garr - Leeza Gibbons - Scott Glenn - Jeff Goldblum - Elliott Gould - Joel Grey - David Alan Grier - Buck Henry - Anjelica Huston - Kathy Ireland | - Steve James - Sally Kellerman - Sally Kirkland - Jack Lemmon - Marlee Matlin - Andie MacDowell - Malcolm McDowell - Jayne Meadows - Martin Mull - Nick Nolte | - Alexandra Powers - Bert Remsen - Burt Reynolds - Jack Riley - Julia Roberts - Mimi Rogers - Annie Ross - Alan Rudolph - Scott Shaw - Jill St. John | - Susan Sarandon - Adam Simon - Rod Steiger - Patrick Swayze - Joan Tewkesbury - Brian Tochi - Lily Tomlin - Robert Wagner - Ray Walston - Bruce Willis - Marvin Young |